# Stegidotea pinnata
Stegidotea pinnata is een pissebed uit de familie Chaetiliidae. De wetenschappelijke naam van de soort is voor het eerst geldig gepubliceerd in 1985 door Gary C.B. Poore.